# 1225
Évszázadok: 12. század – 13. század – 14. század
Évtizedek: 1170-es évek – 1180-as évek – 1190-es évek – 1200-as évek – 1210-es évek – 1220-as évek – 1230-as évek – 1240-es évek – 1250-es évek – 1260-as évek – 1270-es évek
Évek: 1220 – 1221 – 1222 – 1223 –  1224 – 1225 – 1226 – 1227 – 1228 – 1229 – 1230

## Események
- II. András kiűzi a Német Lovagrendet a Barcaságból.[1]
- Az itáliai Albenga püspökévé szentelik fel Sinibaldo Fieschit.[2]

## Születések
- Aquinói Szent Tamás keresztény hittudós és filozófus († 1274)